# Семейный совет (фильм)
«Семейный совет» (фр. Conseil de famille) — кинофильм режиссёра Коста-Гавраса, вышедший на экраны в 1986 году. Экранизация романа Франсиса Рика. Лента получила номинацию на премию «Сезар» в категории «Самый многообещающий актёр» (Реми Мартен).

## Сюжет
Отец тринадцатилетнего Франсуа выходит на свободу после пятилетнего заключения за ограбление. Вместе со своим другом и сообщником Фоконом и при поддержке жены он опять принимается за старое — мастерски вскрывает сейфы. Хотя родители поначалу скрывают от Франсуа и его младшей сестры Мартины свой род занятий, дети вскоре обо всём узнаю́т и принимают самое живое участие в подготовке новых ограблений. Однажды Франсуа становится любопытно и он путём шантажа заставляет взять себя на дело. Всё проходит гладко, и вскоре он становится постоянным участником семейного предприятия…

## В ролях
- Джонни Холлидей — Отец
- Фанни Ардан — Мать
- Ги Маршан — Максимильян Фокон
- Реми Мартен — Франсуа
- Каролина Пошон — Мартина
- Фабрис Лукини — Адвокат
- Лоран Ромор — Франсуа в детстве
- Жюльетта Ренн — Мартина в детстве
- Анн-Жизель Гласс — Софи
- Жюльен Берто — владелец дома